# Josef Moc
Josef Moc (22 gennaio 1908 – 13 luglio 1999) è stato un cestista cecoslovacco.

## Carriera
Disputò due partite per la nazionale cecoslovacca alle Olimpiadi estive del 1936, nella quale la rappresentativa danubiana raggiunse il terzo turno.